# Colonna sonora di Dr. House - Medical Division

Titolo di testa della serie

La serie televisiva statunitense Dr. House - Medical Division ha utilizzato come colonna sonora numerose canzoni famose all'interno dei suoi episodi, spesso durante la loro conclusione, in modo da sottolineare momenti ed emozioni particolari.

## Prima stagione
| nº | Titolo episodio            | Titolo brano                       | Artista                                              |
| -- | -------------------------- | ---------------------------------- | ---------------------------------------------------- |
| 1  | Una prova per non morire   | You Can't Always Get What You Want | Rolling Stones                                       |
| 2  | Problemi di adozione       | On Saturday Afternoons In 1963     | Rickie Lee Jones                                     |
| 2  | Problemi di adozione       | Years May Go By                    | Jayme Kelly Curtis                                   |
| 3  | Una sfida per House        | One is the Loneliest Number        | Three Dog Night                                      |
| 4  | L'epidemia                 | Nessuna canzone utilizzata         | —                                                    |
| 5  | Sul filo dell'errore       | Stille Nacht                       | Franz Xaver Gruber (suonata da Hugh Laurie)          |
| 6  | Il metodo socratico        | Nessuna canzone utilizzata         | —                                                    |
| 7  | Fedeltà                    | Nessuna canzone utilizzata         | —                                                    |
| 8  | Madre controllo            | Nessuna canzone utilizzata         | —                                                    |
| 9  | Rianimazione vietata       | What a Wonderful World             | Louis Armstrong                                      |
| 10 | Storie di vite diverse     | On Fire Like This                  | Mutaytor                                             |
| 11 | Disintossicarsi            | Feelin' Alright                    | Joe Cocker                                           |
| 11 | Disintossicarsi            | You Don't Have to Worry            | Windy Wagner                                         |
| 12 | Una vita per un'altra vita | You Better Stop                    | Robert L. Wyckoff                                    |
| 12 | Una vita per un'altra vita | I Never Saw It Coming              | Windy Wagner                                         |
| 13 | Dannato                    | Nessuna canzone utilizzata         | —                                                    |
| 14 | Sotterfugi                 | Baba O'Riley                       | The Who                                              |
| 14 | Sotterfugi                 | Hava Nagila                        | canzone tradizionale ebrea                           |
| 15 | Un mafioso in corsia       | Crazy World                        | Daniel Moynahan                                      |
| 16 | Il male dentro             | Got to Be More Careful             | Jon Cleary                                           |
| 17 | Un candidato a rischio     | It's Okay to Think about Ending    | Earlimart                                            |
| 17 | Un candidato a rischio     | High Hopes                         | David Gilmour (suonata da Hugh Laurie al pianoforte) |
| 18 | Il minore dei mali         | Happiness                          | Grant Lee Buffalo                                    |
| 19 | Verità nascoste            | Nessuna canzone utilizzata         | —                                                    |
| 20 | I mille volti dell'amore   | Some Devil                         | Dave Matthews                                        |
| 21 | Il caso House              | Nessuna canzone utilizzata         | —                                                    |
| 22 | Un uomo solo               | I Call It Love                     | Windy Wagner                                         |
| 22 | Un uomo solo               | Delia                              | Blind Willie McTell                                  |
| 22 | Un uomo solo               | You Can't Always Get What You Want | Rolling Stones                                       |
| 22 | Un uomo solo               | Love Poison                        | Envio                                                |

## Seconda stagione
| nº | Titolo episodio             | Titolo brano                                     | Artista                                        |
| -- | --------------------------- | ------------------------------------------------ | ---------------------------------------------- |
| 1  | Accettazione                | Hallelujah                                       | Jeff Buckley                                   |
| 2  | Il coraggio di morire       | Beautiful                                        | Christina Aguilera                             |
| 2  | Il coraggio di morire       | Nessun dorma                                     | Giacomo Puccini                                |
| 2  | Il coraggio di morire       | In the Deep                                      | Bird York                                      |
| 2  | Il coraggio di morire       | Beautiful                                        | Elvis Costello                                 |
| 3  | Sensi di colpa              | Duérmete, Mi Niño                                | Christine Avila                                |
| 3  | Sensi di colpa              | Delicate                                         | Damien Rice                                    |
| 4  | Conflitto di competenze     | Stranger in a Strange Land                       | Leon Russell                                   |
| 5  | Padri e figli               | Word Up!                                         | Korn                                           |
| 6  | Vortice                     | None of Us Are Free                              | Solomon Burke                                  |
| 7  | Caccia al topo              | Crystalline Green                                | Goldfrapp                                      |
| 7  | Caccia al topo              | Colors                                           | Amos Lee e Norah Jones                         |
| 8  | Sotto accusa                | Nessuna canzone utilizzata                       | —                                              |
| 9  | L'anarchia di House         | Christmas Time Is Here                           | Vince Guaraldi Trio                            |
| 10 | Impossibilità di comunicare | Nessuna canzone utilizzata                       | —                                              |
| 11 | È meglio sapere             | Serenade                                         | Sigmund Romberg (suonata da Hugh Laurie)       |
| 12 | Tutto torna                 | Get Miles                                        | Gomez                                          |
| 13 | Sotto la pelle              | Atom Bomb                                        | Fluke                                          |
| 13 | Sotto la pelle              | French Suite No. 5 in G Major BWV 816, Allemande | Johann Sebastian Bach (suonata da Hugh Laurie) |
| 13 | Sotto la pelle              | Desire                                           | Ryan Adams                                     |
| 14 | Sesso assassino             | Honky Tonk Women                                 | Taj Mahal e James Cotton                       |
| 14 | Sesso assassino             | Free Will                                        | Rush                                           |
| 15 | Senza traccia               | Love and Happiness                               | Al Green                                       |
| 16 | Al sicuro                   | Orange Sky                                       | Alexi Murdoch                                  |
| 16 | Al sicuro                   | Pain in My Heart                                 | Otis Redding                                   |
| 17 | Tutto per tutto             | Deed I Do                                        | Diana Krall                                    |
| 17 | Tutto per tutto             | Hymn to Freedom                                  | Oscar Peterson (suonata da Hugh Laurie)        |
| 18 | Un cane è per sempre        | Nessuna canzone utilizzata                       | —                                              |
| 19 | House e Dio                 | Go Tell It on the Mountain                       | spiritual popolare afro-americano              |
| 19 | House e Dio                 | Oh Happy Day                                     | Ladysmith Black Mambazo                        |
| 19 | House e Dio                 | My Journey to the Sky                            | Suor Rosetta Tharpe                            |
| 19 | House e Dio                 | Teardrop                                         | Massive Attack                                 |
| 19 | House e Dio                 | White Palms                                      | Black Rebel Motorcycle Club                    |
| 20 | Euforia - Parte I           | Nessuna canzone utilizzata                       | —                                              |
| 21 | Euforia - Parte II          | One Safe Place                                   | Mark Cohn                                      |
| 22 | La forza è dentro di noi    | Over Yonder                                      | The American Boychoir                          |
| 23 | Chi è tuo padre?            | Tipitina                                         | Roy Bird                                       |
| 24 | Mr. Jekyll e Dr. House      | Nessuna canzone utilizzata                       | —                                              |

## Terza stagione
| nº | Titolo episodio              | Titolo brano                                                        | Artista                  |
| -- | ---------------------------- | ------------------------------------------------------------------- | ------------------------ |
| 1  | Il significato               | Feel Good Inc                                                       | Gorillaz                 |
| 1  | Il significato               | You Can't Always Get What You Want                                  | Rolling Stones           |
| 2  | Zoppo ma... in gamba         | Gravity                                                             | John Mayer               |
| 3  | Consenso informato           | Suite No. 1, S. 1007 In G Major: Prelude                            | Johann Sebastian Bach    |
| 3  | Consenso informato           | Into Dust                                                           | Mazzy Star               |
| 4  | Linee sulla sabbia           | Waiting on an Angel                                                 | Ben Harper               |
| 5  | Pazzi d'amore                | Walter Reed                                                         | Michael Penn             |
| 6  | C'est la vie                 | Nessuna canzone utilizzata                                          | —                        |
| 7  | Ultimo sacrificio            | Nessuna canzone utilizzata                                          | —                        |
| 8  | Effetto domino               | Nessuna canzone utilizzata                                          | —                        |
| 9  | Aspettando Giuda             | Nessuna canzone utilizzata                                          | —                        |
| 10 | Un piccolo Natale            | 'Zat You, Santa Claus?                                              | Louis Armstrong          |
| 10 | Un piccolo Natale            | Have Yourself a Merry Little Christmas                              | Ella Fitzgerald          |
| 11 | Parole e fatti               | Season of the witch                                                 | Donovan                  |
| 11 | Parole e fatti               | Chasing Cars                                                        | Snow Patrol              |
| 11 | Parole e fatti               | Who Are You                                                         | The Who                  |
| 12 | Giorno nuovo... stanza nuova | Grey Room                                                           | Damien Rice              |
| 12 | Giorno nuovo... stanza nuova | Listen Here                                                         | Eddie Harris             |
| 13 | L'ago nel pagliaio           | In the Waiting Line                                                 | Zero 7                   |
| 13 | L'ago nel pagliaio           | Sleep Don't Weep                                                    | Damien Rice              |
| 14 | Insensibile                  | Hit the Ground                                                      | Lizz Wright              |
| 15 | Mezzo genio                  | Waldstein Sonata                                                    | Ludwig van Beethoven     |
| 15 | Mezzo genio                  | I Don't Like Mondays                                                | The Boomtown Rats        |
| 15 | Mezzo genio                  | The Entertainer                                                     | Scott Joplin             |
| 15 | Mezzo genio                  | See The World                                                       | Gomez                    |
| 15 | Mezzo genio                  | Rainy Day Lament                                                    | Joe Purdy                |
| 15 | Mezzo genio                  | Sinfonia in C: III. Scherzo                                         | Georges Bizet            |
| 15 | Mezzo genio                  | Piano Sonata 21 in Do Maggiore, Op. 53 "Waldstein", Terzo movimento | Ludwig van Beethoven     |
| 16 | Top Secret                   | Get down Tonight                                                    | K.C. & The Sunshine Band |
| 16 | Top Secret                   | Dimension                                                           | Wolfmother               |
| 16 | Top Secret                   | Superfly                                                            | Curtis Mayfield          |
| 16 | Top Secret                   | Trout Piano Quintet in A Maggiore                                   | Franz Schubert           |
| 17 | Posizione fetale             | Are you Alright?                                                    | Lucinda Williams         |
| 17 | Posizione fetale             | Bastards of Young                                                   | The Replacements         |
| 18 | In volo                      | Hope for the Hopeless                                               | A Fine Frenzy            |
| 19 | Bambini precoci              | Nessuna canzone utilizzata                                          | —                        |
| 20 | Una lezione per House        | Follow the Leader                                                   | Matthew Ryan e Kate York |
| 21 | Una famiglia                 | Highway to Hell                                                     | AC/DC                    |
| 21 | Una famiglia                 | Ain't no Reason                                                     | Brett Dennen             |
| 22 | Dimissioni                   | Whole Lotta Lovin’                                                  | Otis Rush                |
| 23 | Giovane arrogante            | In-a-gadda-da-vida                                                  | Iron Butterfly           |
| 23 | Giovane arrogante            | Garden of Eden                                                      | Guns N' Roses            |
| 24 | Errore umano                 | Good Man                                                            | Josh Ritter              |
| 24 | Errore umano                 | Slippery When Wet                                                   | Commodores               |
| 24 | Errore umano                 | Since I Fell for you                                                | Ramsey Lewis             |

## Quarta stagione
| nº | Titolo episodio                  | Titolo brano                         | Artista                       |
| -- | -------------------------------- | ------------------------------------ | ----------------------------- |
| 1  | Da solo                          | Nessuna canzone utilizzata           | —                             |
| 2  | Una donna vera                   | Nessuna canzone utilizzata           | —                             |
| 3  | 97 secondi                       | Not as We                            | Alanis Morissette             |
| 3  | 97 secondi                       | Let Me In                            | Hot Hot Heat                  |
| 4  | Angeli custodi                   | All My Life                          | DJ Harry                      |
| 5  | Sindrome dello specchio          | We're Going to be Friends            | White Stripes                 |
| 6  | Ad ogni costo                    | I Idolize you                        | Lizz Wright                   |
| 6  | Ad ogni costo                    | One big Holiday                      | My Morning Jacket             |
| 6  | Ad ogni costo                    | What a Man                           | Linda Lyndell                 |
| 7  | Brutto                           | My Home is in Your Head              | Joseph Arthur                 |
| 7  | Brutto                           | Slide Away                           | The Verve                     |
| 8  | Non voglio sapere                | Nessuna canzone utilizzata           | —                             |
| 9  | Giochi                           | Nicotine Caffeine                    | Alan Milman Sect e Man-Ka-Zam |
| 9  | Giochi                           | Kicked Out                           | Pussy Galore                  |
| 9  | Giochi                           | Spirit in the Sky                    | Norman Greenbaum              |
| 10 | La bugia è una cosa meravigliosa | Hark the Heralds Angels              | Frank Sinatra                 |
| 10 | La bugia è una cosa meravigliosa | Trim your Tree                       | Jimmy Butler                  |
| 10 | La bugia è una cosa meravigliosa | The Twelve Days of Christmas         | Frederic Austin               |
| 10 | La bugia è una cosa meravigliosa | The Little Drummer Boy               | The Fab Four                  |
| 10 | La bugia è una cosa meravigliosa | God Rest you Merry Gentlemen         | Roy Hargrove                  |
| 10 | La bugia è una cosa meravigliosa | Santa Claus is Coming to Town        | Ramsey Lewis Trio             |
| 10 | La bugia è una cosa meravigliosa | Who Took the Merry out of Christmas? | Staples Singers               |
| 11 | Gelo                             | Let's get it On                      | Marvin Gaye                   |
| 11 | Gelo                             | Alone                                | Mungal e Nitwin Sahwney       |
| 11 | Gelo                             | Human                                | Civil Twilight                |
| 12 | Non cambiare mai                 | Waiting on a Friend                  | Rolling Stones                |
| 12 | Non cambiare mai                 | Jerry Weintraub                      | Waldeck                       |
| 12 | Non cambiare mai                 | Nani, Nani                           | Accentus Ensemble             |
| 12 | Non cambiare mai                 | Niggun of the Alter Rebbe            | Eshet Chayil                  |
| 13 | Mai più Mister Gentilezza        | Baby Don't Say No                    | The Source                    |
| 13 | Mai più Mister Gentilezza        | Baby I'm-A Want You                  | Bread                         |
| 13 | Mai più Mister Gentilezza        | You Keep Me Hangin' On               | The Supremes                  |
| 13 | Mai più Mister Gentilezza        | Everyday People                      | Sly & The Family Stone        |
| 13 | Mai più Mister Gentilezza        | I Want It                            | Kristen Mari                  |
| 14 | Vivere il sogno                  | Needles In My Eyes                   | The Beta Band                 |
| 15 | La testa di House                | U A Freak - Nasty Girl               | Chingy                        |
| 15 | La testa di House                | There's No Fucking Rules, Dude       | !!!                           |
| 16 | Il cuore di Wilson               | Teardrop                             | José González                 |
| 16 | Il cuore di Wilson               | Re: Stacks                           | Bon Iver                      |
| 16 | Il cuore di Wilson               | Light For The Deadvine               | People In Planes              |
| 16 | Il cuore di Wilson               | Passing Afternoon                    | Iron & Wine                   |
| 16 | Il cuore di Wilson               | Goodnight                            | The Source                    |
| 16 | Il cuore di Wilson               | New Friend                           | The Source                    |

## Quinta stagione
| nº | Titolo episodio          | Titolo brano                                      | Artista                            |
| -- | ------------------------ | ------------------------------------------------- | ---------------------------------- |
| 1  | La morte cambia tutto    | Nessuna canzone utilizzata                        | —                                  |
| 2  | Non è cancro             | Vice                                              | Crystal Method                     |
| 2  | Non è cancro             | You Might Die Trying                              | Dave Matthews Band                 |
| 3  | Eventi avversi           | First Brain                                       | Kaki King                          |
| 3  | Eventi avversi           | Drown In My Own Tears                             | Ray Charles                        |
| 4  | Impronte genetiche       | MMMBop                                            | Hanson                             |
| 5  | Tredici porta fortuna    | Dark Road                                         | Annie Lennox                       |
| 5  | Tredici porta fortuna    | Could We Survive                                  | Joseph Arthur                      |
| 5  | Tredici porta fortuna    | Cheap and Cheerful                                | The Kills                          |
| 6  | Joy                      | Fire                                              | Daniel Lanois                      |
| 6  | Joy                      | I'm on My Way                                     | The Source                         |
| 7  | Il prurito               | I'm In Love With a Girl                           | Big Star                           |
| 8  | Emancipazione            | Through the Dark                                  | Alexi Murdoch                      |
| 9  | L'ultima risorsa         | It's Not The Same                                 | Yppah                              |
| 9  | L'ultima risorsa         | Herzog                                            | Chris Clark                        |
| 9  | L'ultima risorsa         | Glue of the World                                 | Four Tet                           |
| 9  | L'ultima risorsa         | A Chronicle of Early Failures, Part 1             | The Dead Texan                     |
| 9  | L'ultima risorsa         | Between The Lines - Instrumental                  | Bonobo                             |
| 10 | Dolci chili di troppo    | Coconut                                           | Harry Nilsson                      |
| 11 | Gioia al mondo           | Jingle Bell Rock                                  | Bobby Helms                        |
| 11 | Gioia al mondo           | Whisper                                           | A Fine Frenzy                      |
| 11 | Gioia al mondo           | The Christmas Song                                | Gavin DeGraw                       |
| 12 | Senza dolore             | I Still Care For You                              | Ray LaMontagne                     |
| 13 | Bimba dentro             | On My Side                                        | Cory Chisel and The Wandering Sons |
| 14 | Il bene più grande       | Brand New Day                                     | Joshua Radin                       |
| 15 | Infedele                 | Firesuite                                         | Doves                              |
| 15 | Infedele                 | Cuddy's Serenade                                  | Hugh Laurie                        |
| 15 | Infedele                 | Got To Be More Careful                            | Jon Cleary                         |
| 15 | Infedele                 | Everything a Dream Could Be                       | The Source                         |
| 15 | Infedele                 | You Can't Always Get What You Want                | Rolling Stones                     |
| 16 | Il lato più tenero       | $300                                              | Soul Coughing                      |
| 16 | Il lato più tenero       | Bobski 2000                                       | The Source                         |
| 17 | Il patto sociale         | The Shining                                       | Badly Drawn Boy                    |
| 17 | Il patto sociale         | MMMBop                                            | Hanson                             |
| 18 | Vieni micina             | Stranglehold                                      | Ted Nugent                         |
| 18 | Vieni micina             | I'm Not Drowning                                  | Steve Winwood                      |
| 18 | Vieni micina             | I Can't Say No                                    | Oklahoma!                          |
| 19 | Intrappolato             | Nessuna canzone utilizzata                        | —                                  |
| 20 | Una spiegazione semplice | Lose You                                          | Pete Yorn                          |
| 21 | Salvatori                | This Land Is Your Land                            | Woody Guthrie                      |
| 21 | Salvatori                | Georgia On My Mind                                | Hugh Laurie                        |
| 22 | House diviso             | Fight The Power                                   | Public Enemy                       |
| 22 | House diviso             | Spread Your Love                                  | Vibrolux                           |
| 22 | House diviso             | Do What You Wanna - Mr. Scruff's Soul Party Remix | Ramsey Lewis                       |
| 22 | House diviso             | American Cowboy                                   | Jada                               |
| 22 | House diviso             | Pink Fairy Floss                                  | Bumblebeez 81                      |
| 23 | Sotto la mia pelle       | Company: II                                       | Phillip Glass                      |
| 23 | Sotto la mia pelle       | Yankee Doodle Dandy                               | George M. Cohan                    |
| 23 | Sotto la mia pelle       | Never Had Nobody Like You                         | M. Ward                            |
| 23 | Sotto la mia pelle       | MMMBop                                            | Hanson                             |
| 23 | Sotto la mia pelle       | Enjoy Yourself - It's Later Than You Think        | Guy Lombardo                       |
| 23 | Sotto la mia pelle       | Drive                                             | Dawn Landes                        |
| 24 | Ora ambedue le parti     | China Grove                                       | Doobie Brothers                    |
| 24 | Ora ambedue le parti     | As Tears Go By                                    | Vitamin String Quartet             |
| 24 | Ora ambedue le parti     | As Tears Go By                                    | Rolling Stones                     |

## Sesta stagione
| nº  | Titolo episodio         | Titolo brano                                        | Artista                                             |
| --- | ----------------------- | --------------------------------------------------- | --------------------------------------------------- |
| 1-2 | Piegato                 | No Surprises Durante i crediti iniziali             | Radiohead                                           |
| 1-2 | Piegato                 | Little Cabin Song                                   | Billy Moon, Sharkey e Zooks                         |
| 1-2 | Piegato                 | Love Vigilantes                                     | Iron & Wine                                         |
| 1-2 | Piegato                 | Sinfonia 5 in C Minore, Op. 67: Allegro Con Brio    | Ludwig van Beethoven                                |
| 1-2 | Piegato                 | Poison Pushy                                        | Stanton Moore                                       |
| 1-2 | Piegato                 | No Smoke Without Fire                               | James Hunter                                        |
| 1-2 | Piegato                 | For He Is An Englishman                             | Gilbert e Sullivan                                  |
| 1-2 | Piegato                 | Harmonia                                            | Cass McCombs                                        |
| 1-2 | Piegato                 | I Do Not Fear Jazz                                  | Big Strides                                         |
| 1-2 | Piegato                 | Life                                                | Sly & the Family Stone                              |
| 1-2 | Piegato                 | I Love Paris                                        | Cole Porter                                         |
| 1-2 | Piegato                 | Every Time We Say Goodbye                           | Cole Porter                                         |
| 1-2 | Piegato                 | Kinderszenen op. 15 n. 1                            | Robert Schumann (suonata da Lydia)                  |
| 1-2 | Piegato                 | Macarena River Remix                                | Los del Río                                         |
| 1-2 | Piegato                 | You're Nobody Till Somebody Loves You               | canzone popolare                                    |
| 1-2 | Piegato                 | Das Klinget so Herrlich (Die Zauberflöte)           | Wolfgang Amadeus Mozart (la musica del carillon)    |
| 1-2 | Piegato                 | Preludio dalla Suite n. 1 per violoncello, BWV 1007 | Johann Sebastian Bach (suonato dall'amica di Lydia) |
| 1-2 | Piegato                 | Improvviso op. 142 n. 3 in si bemolle maggiore      | Franz Schubert (suonato da Lydia)                   |
| 1-2 | Piegato                 | Seven Day Mile Alla fine dell'episodio              | The Frames                                          |
| 3   | Fallimento epico        | You Always Hurt The One You Love                    | Allan Roberts e Doris Fisher (cantata da House)     |
| 4   | Il tiranno              | Nessuna canzone utilizzata                          | —                                                   |
| 5   | Karma istantaneo        | Fire Escape                                         | Fanfarlo                                            |
| 5   | Karma istantaneo        | Sarah                                               | Ray LaMontagne                                      |
| 6   | Cuore impavido          | Set Me Free                                         | Monotonix                                           |
| 6   | Cuore impavido          | Faithfully Remain                                   | Ben Harper                                          |
| 7   | Conosciuti sconosciuti  | Stadium Love                                        | Metric                                              |
| 7   | Conosciuti sconosciuti  | Fuel                                                | Metallica                                           |
| 7   | Conosciuti sconosciuti  | Safety Dance                                        | Men Without Hats                                    |
| 7   | Conosciuti sconosciuti  | Time After Time                                     | Cyndi Lauper                                        |
| 8   | Lavoro di squadra       | Golden Cage                                         | The Whitest Boy Alive                               |
| 8   | Lavoro di squadra       | Where Did You Go                                    | Jets Overhead                                       |
| 9   | Beata ignoranza         | Games People Play                                   | James Taylor                                        |
| 9   | Beata ignoranza         | Enditol                                             | James Taylor                                        |
| 10  | Wilson                  | Faith                                               | George Michael (cantata da Hugh Laurie)             |
| 10  | Wilson                  | A Slow Parade                                       | A.A. Bondy                                          |
| 11  | La strana coppia        | Sway                                                | Dean Martin                                         |
| 11  | La strana coppia        | Maggot Brain                                        | Funkadelic                                          |
| 11  | La strana coppia        | One                                                 | cast di A Chorus Line                               |
| 11  | La strana coppia        | One                                                 | (cantata da Wilson)                                 |
| 12  | Remorse                 | Why Try To Change Me Now                            | Fiona Apple                                         |
| 13  | Verso la meta           | Rocket Science                                      | Teddybears                                          |
| 14  | Dalle 5 alle 9          | Break Up The Concrete                               | The Pretenders                                      |
| 14  | Dalle 5 alle 9          | Shine On                                            | Eric Bibb                                           |
| 15  | Vite private            | Chasing Pirates                                     | Norah Jones                                         |
| 15  | Vite private            | What's It Gonna Be                                  | The Dynamites                                       |
| 15  | Vite private            | The Sun Is Shining Down                             | JJ Grey & Mofro                                     |
| 15  | Vite private            | Lockloosa                                           | Mofro                                               |
| 16  | Buco nero               | Toccata e fuga in D-minore                          | House suona Bach all'organo                         |
| 16  | Buco nero               | Overture da The Phantom of the Opera                | suonata da House all'organo                         |
| 16  | Buco nero               | A Whiter Shade of Pale                              | suonata da House all'organo                         |
| 16  | Buco nero               | A Whiter Shade of Pale                              | Procol Harum                                        |
| 17  | Isolamento              | Tootie Ma Is A Big Fine Thing                       | Medeski, Scofield, Martin & Wood                    |
| 17  | Isolamento              | Volunteered Slavery                                 | The Derek Trucks Band                               |
| 17  | Isolamento              | Intoitus: Adorate Deum                              | Alberto Turco, Nova Schola Gregoriana               |
| 17  | Isolamento              | Tequila And Chocolate                               | Medeski, Scofield, Martin & Wood                    |
| 17  | Isolamento              | Les Deux Guitares Tzigane Russe                     | Les Yeux Noirs                                      |
| 17  | Isolamento              | Alison                                              | Elvis Costello                                      |
| 17  | Isolamento              | Birds And Ships                                     | Billy Bragg, Wilco                                  |
| 17  | Isolamento              | Once In A Blue Moon                                 | Mabel Mercer                                        |
| 18  | La caduta del cavaliere | Pastime with Good Company                           | cantata da House                                    |
| 18  | La caduta del cavaliere | Just The Motion                                     | Richard Thompson e Linda Thompson                   |
| 19  | Aperto e chiuso         | The Way That You Want Me                            | Jude                                                |
| 20  | La scelta               | Midnight Train To Georgia                           | cantata da House, Chase e Foreman                   |
| 21  | Bagagli                 | Me and My Woman                                     | Shuggie Otis                                        |
| 21  | Bagagli                 | Make Me Smile (Come Up and See Me)                  | Steve Harley e Cockney Rebel                        |
| 21  | Bagagli                 | In The Wee Hours                                    | Buddy Guy e Junior Wells                            |
| 22  | Aiutami                 | Nessuna canzone utilizzata                          | —                                                   |

## Settima stagione
| nº | Titolo episodio                | Titolo brano                       | Artista                             |
| -- | ------------------------------ | ---------------------------------- | ----------------------------------- |
| 1  | E adesso?                      | Good Days                          | Joe Purdy                           |
| 2  | Egoista                        | AM/FM                              | Chk Chik Chick                      |
| 3  | Tra le righe                   | Telephone                          | The Black Angels                    |
| 4  | Massaggio terapeutico          | End of the Day                     | Doug Paisley                        |
| 4  | Massaggio terapeutico          | Ride Free                          | Jonny Kaplan And The Lazy Stars     |
| 5  | Genitore per caso              | Night                              | Bill Callahan                       |
| 6  | Politica interna               | I Start to Run                     | White Denim                         |
| 7  | Vaiolo                         | All That We See                    | The Black Ryder                     |
| 8  | Piccoli sacrifici              | I know                             | Jude                                |
| 8  | Piccoli sacrifici              | Love Rollercoaster                 | Ohio Players                        |
| 8  | Piccoli sacrifici              | You Mean the World to Me           | Toni Braxton                        |
| 8  | Piccoli sacrifici              | Shark In the Water                 | V.V. Brown                          |
| 9  | Il coraggio delle piccole cose | Start a War                        | The National                        |
| 10 | Il bastone o la carota         | Falling Dove                       | Crowded House                       |
| 10 | Il bastone o la carota         | No Love Lost                       | LCD Soundsystem                     |
| 11 | Affari di famiglia             | The Light                          | Mason Jennings                      |
| 11 | Affari di famiglia             | Mr. Sandman                        | The Chordettes                      |
| 12 | Il dolore di ricordare         | How to Fight Loneliness            | Wilco                               |
| 12 | Il dolore di ricordare         | Felicia                            | The Constellations                  |
| 13 | Due storie                     | Nessuna canzone utilizzata         | —                                   |
| 14 | A prova di recessione          | Barricades                         | Fyfe Dangerfield                    |
| 14 | A prova di recessione          | Everything Trying                  | Damien Jurado                       |
| 14 | A prova di recessione          | Stand Up                           | The Prodigy                         |
| 15 | Hollywood, Hollywood           | Get Happy                          | Judy Garland Cantata da Hugh Laurie |
| 16 | Fuori controllo                | My Body is a Cage                  | Peter Gabriel                       |
| 16 | Fuori controllo                | In the Hall of the Mountain King   | Edvard Grieg                        |
| 16 | Fuori controllo                | Take the Long Road and Walk It     | The Music                           |
| 16 | Fuori controllo                | This Night                         | Black Lab                           |
| 17 | La caduta dell'angelo          | Motorcycle Song                    | The Binges                          |
| 18 | Indagine                       | Visions In The Dust                | Barn Owl                            |
| 18 | Indagine                       | In the Dirt                        | S. Carey                            |
| 19 | L'ultima tentazione            | You Can't Always Get What You Want | The Rolling Stones                  |
| 20 | Cambiamenti                    | On The Line                        | Diego Clare e Limetree Warehouse    |
| 21 | Espedienti                     | Unseen Eye                         | Sonny Boy Willamson                 |
| 22 | Nella notte                    | Flume                              | Bon Iver                            |
| 22 | Nella notte                    | Move Ya Body                       | Nina Sky                            |
| 22 | Nella notte                    | Victory Dance                      | My Morning Jacket                   |
| 23 | Andare avanti                  | Got Nuffin                         | Spoon                               |
| 23 | Andare avanti                  | Escape (The Pina Colada Song)      | Rupert Holmes                       |

## Ottava stagione
| nº | Titolo episodio           | Titolo brano                                | Artista              |
| -- | ------------------------- | ------------------------------------------- | -------------------- |
| 1  | Venti Vicodin per la vita | Sail                                        | Awolnation           |
| 2  | Il trapianto              | Yesterday was Hard On All of Us             | Fink                 |
| 2  | Il trapianto              | My Heart Will Go On                         | Céline Dion          |
| 3  | Un caso di beneficenza    | The Ballad of El Goodo                      | The Wellspring       |
| 3  | Un caso di beneficenza    | Build.Destroy.Rebuild.                      | Hanni El Khatib      |
| 4  | Affare rischioso          | Morning Has Broken                          | Cat Stevens          |
| 5  | La confessione            | Ain't We Got Fun                            | Richard A Whiting    |
| 6  | Genitori                  | Nessuna canzone utilizzata                  | —                    |
| 7  | Morto e sepolto           | Nessuna canzone utilizzata                  | —                    |
| 8  | Rischi di paranoia        | Waking Life                                 | Schuyler Fisk        |
| 9  | L'altra metà              | Simply Human                                | Morgan Taylor Reid   |
| 10 | Fuggiaschi                | Be the Song                                 | Foy Vance            |
| 10 | Fuggiaschi                | The Spicy McHaggis Jig                      | Dropkick Murphys     |
| 11 | Nessun colpevole          | Nessuna canzone utilizzata                  | —                    |
| 12 | Chase                     | Promise                                     | Ben Howard           |
| 13 | L'uomo di casa            | Every Heartbeat                             | Amy Grant            |
| 14 | L'amore è cieco           | Nessuna canzone utilizzata                  | —                    |
| 15 | Questione d'onore         | Leave It All To Me (Theme from "iCarly")    | The Hit Co.          |
| 16 | Prova di forza            | Everything I Do Gohn Be Funky (From Now On) | Lee Dorsey           |
| 16 | Prova di forza            | Hello                                       | Lionel Richie        |
| 17 | Ci servono le uova        | Magic Carpet Ride                           | Steppenwolf          |
| 17 | Ci servono le uova        | I Got You Babe                              | Sonny & Cher         |
| 17 | Ci servono le uova        | Never My Love                               | The Association      |
| 18 | Corpo e anima             | Black Moon                                  | Wilco                |
| 19 | La parola Cancro          | Any Way You Want It                         | Journey              |
| 20 | Post Mortem               | Trick Of The Moonlight                      | Gareth Dunlop        |
| 20 | Post Mortem               | A Soft Place to Land                        | Kathleen Edwards     |
| 20 | Post Mortem               | Rock Me                                     | Steppenwolf          |
| 20 | Post Mortem               | Ace of Spades                               | Motörhead            |
| 20 | Post Mortem               | Radar Love                                  | Georgia Steamroller  |
| 21 | Resistere                 | Euphoria                                    | Motopony             |
| 22 | Tutti muoiono             | Junker's Blues                              | Champion Jack Dupree |
| 22 | Tutti muoiono             | The Tennessee Waltz                         | Caroline Patterson   |
| 22 | Tutti muoiono             | Glory of Love                               | The Platters         |
| 22 | Tutti muoiono             | Keep Me in Your Heart                       | Warren Zevon         |
| 22 | Tutti muoiono             | Enjoy Yourself (It's Later Than You Think)  | Louis Prima          |
| 22 | Tutti muoiono             | James Bond Theme                            | John Barry Orchestra |